# Saint Christophe portant l'Enfant Jésus (Bosch)
Saint Christophe portant l'Enfant Jésus est un tableau du peintre néerlandais Jérôme Bosch, réalisé entre 1490 et 1500. Il est  exposé au Musée Boijmans Van Beuningen de Rotterdam, aux Pays-Bas. Contrairement à d'autres tableaux traitant du même sujet, ce panneau ne contient que peu d'allusions apparentes à la légende de saint Christophe, encore que les interprétations varient beaucoup selon les auteurs.

## Résumé du personnage et de sa légende
La Légende dorée le décrit comme un géant au visage effrayant. Il est fréquemment représenté sur le mur au fond des églises ou à l'extérieur; il était invoqué contre la male mort ou mort subite, qui signifie la mort sans confession.
La Légende dorée raconte comment ce géant devient passeur. Sûr de sa force, il souhaite servir le personnage le plus puissant, un roi. Voyant que celui-ci craint le diable, il se met à son service. Il apprend que le diable craint le Christ. Il cherche à se mettre au service de ce dernier. Un ermite lui conseille de devenir passeur. Une nuit, il hisse sur ses épaules l'enfant Jésus et commence la traversée. L'enfant devient de plus en plus lourd : il explique à Christophe qu'il porte « les pêchés de la terre entière ». Il promet au géant que s'il plante son bâton dans le sol, le lendemain il porterait des fleurs et des fruits.
Ce résumé contient les signes et symboles représentatifs de la légende : un roi, le diable, l'ermite, l'enfant et 
« la terre entière », un bâton qui fleurit et que l'on s'attend à retrouver dans la peinture.

## Composition

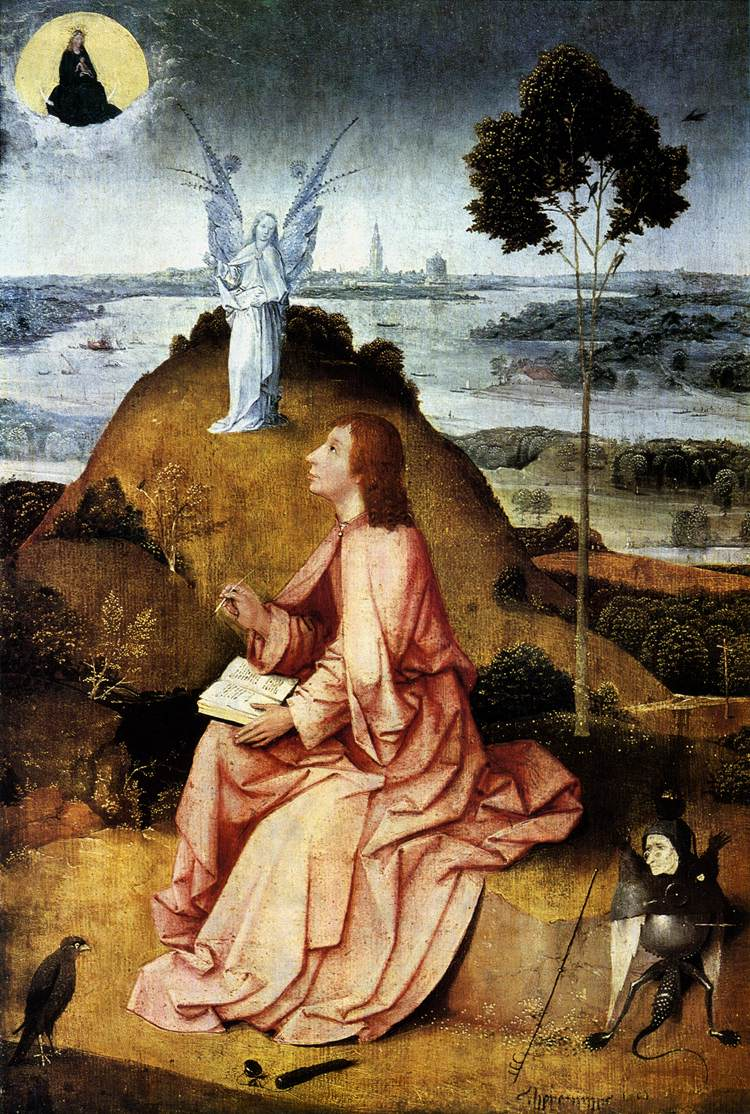
Jean l'Évangéliste à Patmos (Bosch). Le paysage est comparable à celui du Saint-Christophe.

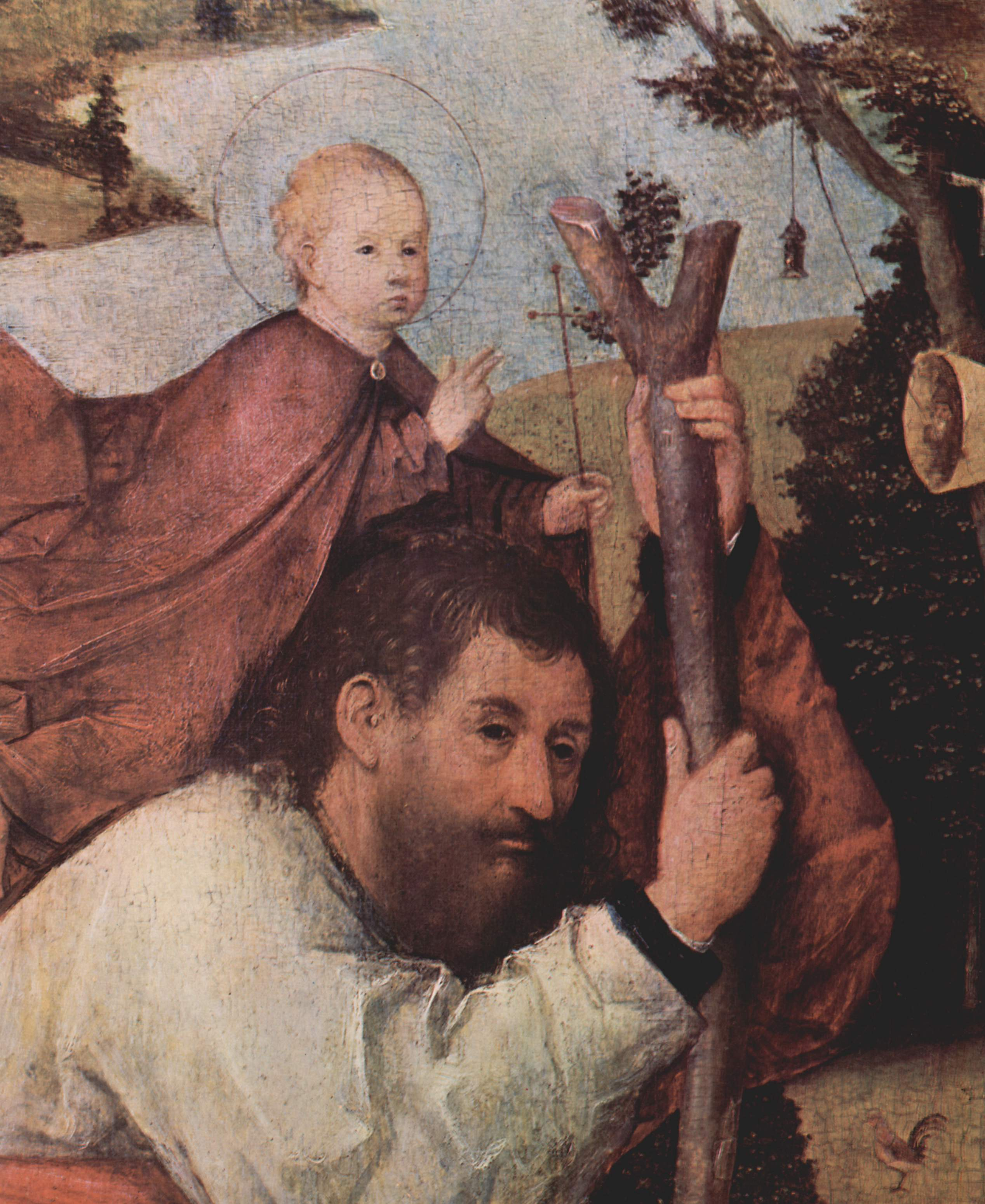
Détails : Jésus tient une fine croix; le bâton ploie sous le poids; les bourgeons apparaissent;l'ermite tire sur la corde de la lanterne.

Le panneau présente un arc déprimé ce qui est inhabituel pour des panneaux. Marijnissen et Ruyffelaere pensent que la forme originale du tableau a été modifiée, probablement par sciage. De Tolnay croit que l'œuvre était dotée d'un arc en plein cintre. Le revers du panneau est garni d'un parquetage. 
L'état de la couche picturale témoigne par endroits d'un nettoyage excessif. Le dessin sousjacent paraît limité à l'agencement général des draperies. 
Le saint et l'enfant occupent une grande partie du panneau. Le paysage est d'un qualité comparable à celui du  Saint Jean à Patmos. Le premier plan avec le saint et l'enfant domine une vaste étendue d'eau ; un fleuve large décrit une courbe et traverse le panneau de gauche à droite avant de se perdre à l'horizon. Un arbre se dresse à droite et joue, dans la perspective, le même rôle que celui de Saint Jean à Patmos. Le saint a les jambes nues, son large manteau rouge flotte derrière lui et forme une sorte de trône pour l'Enfant Jésus. L'enfant n'est pas assis sur ses épaules, mais au contraire flotte au-dessus de lui, tenant d'un air concentré sa fine croix. La ceinture du saint est bordée d'une frange dorée comme celle que porte Wilgeforte. Le poisson que Christophe porte accroché à son bâton a été mis en relation avec une période de jeûne.
Au fond, on peut voir une ville en feu, des ruines d'un château d'où  émerge un dragon devant lequel s'enfuit un homme nu. À gauche, à l'avant, des restes d'un navire naufragé dont on perçoit des mâts, ce détail a aussi été vu comme un nasse par Bax. En dessous, la signature de Jérôme Bosch. Un petit oratoire, comme on les trouve souvent au bord des chemins, est cloué au tronc de l’arbre. On y voit aussi une bête morte, peut-être accrochée pour la faire faisander.

## Datation
La datation de l'œuvre est incertaine. Baldass la place dans la même période que le  Saint Jean à Patmos, vers 1490-1500, d'autres vers 1504-1505. L'examen dedrochronologique indique que la peinture a été réalisée après 1490-1496. 
Bosch exécute peut-être le Saint Christophe pour l'autel de la confrérie de Notre-Dame dans la Cathédrale de Bois-le-Duc, une association religieuse dont il  fait partie depuis 1486 ou 1487.

## Historique
Selon Mosmans, cité par Marijnissen et Ruyffelaere, le panneau était destiné à l'autel de la chapelle Sainte-Anne à Bois-le-Duc, chapelle d'un  Hôtel-Dieu vendu en 1483 à la confrérie Sainte-Anne établie dans cette ville. Il n'a été découvert à ce jour, disent Marijnissen et Ruyffelaere, aucun document attestant de la commande de cette œuvre et de sa destination.
L'œuvre figure dans une collection italienne avant d'être en 1931 dans la possession du marchand d'art Paul Cassirer. Elle passe alors dans la collection de Franz Koenigs (nl) à Haarlem, qui la prête entre 1935 et 1940  au Musée Boijmans  Van Beuningen à Rotterdam. En 1940, la collection Koenigs, y compris le Saint Christophe est achetée par Daniël George van Beuningen, qui en fait don au Musée Boijmans Van Beuningen en 1941.

## Interprétations

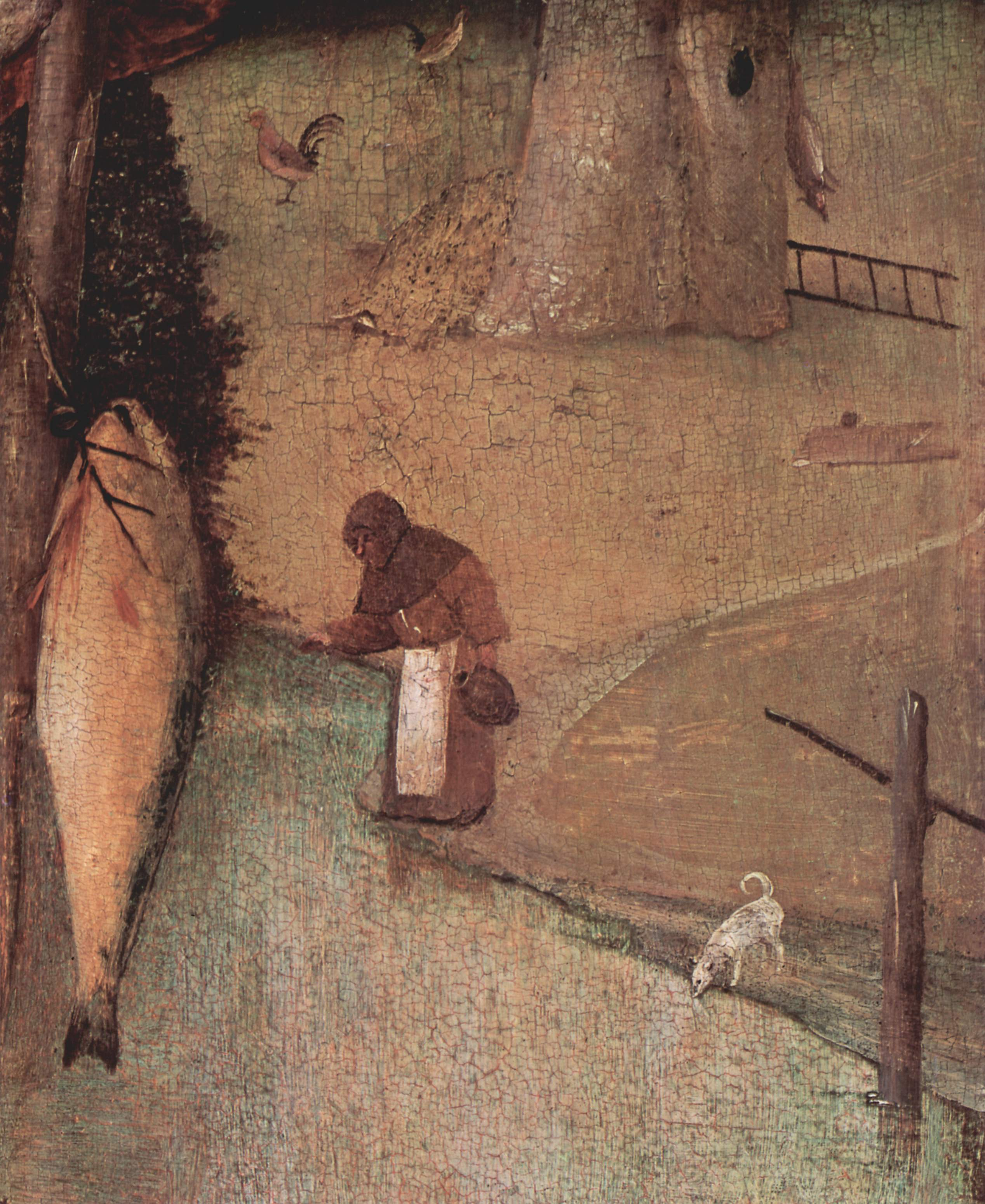
Détails : L'ermite au bord de l'eau avec un broc, le gibier faisandé et le poisson.

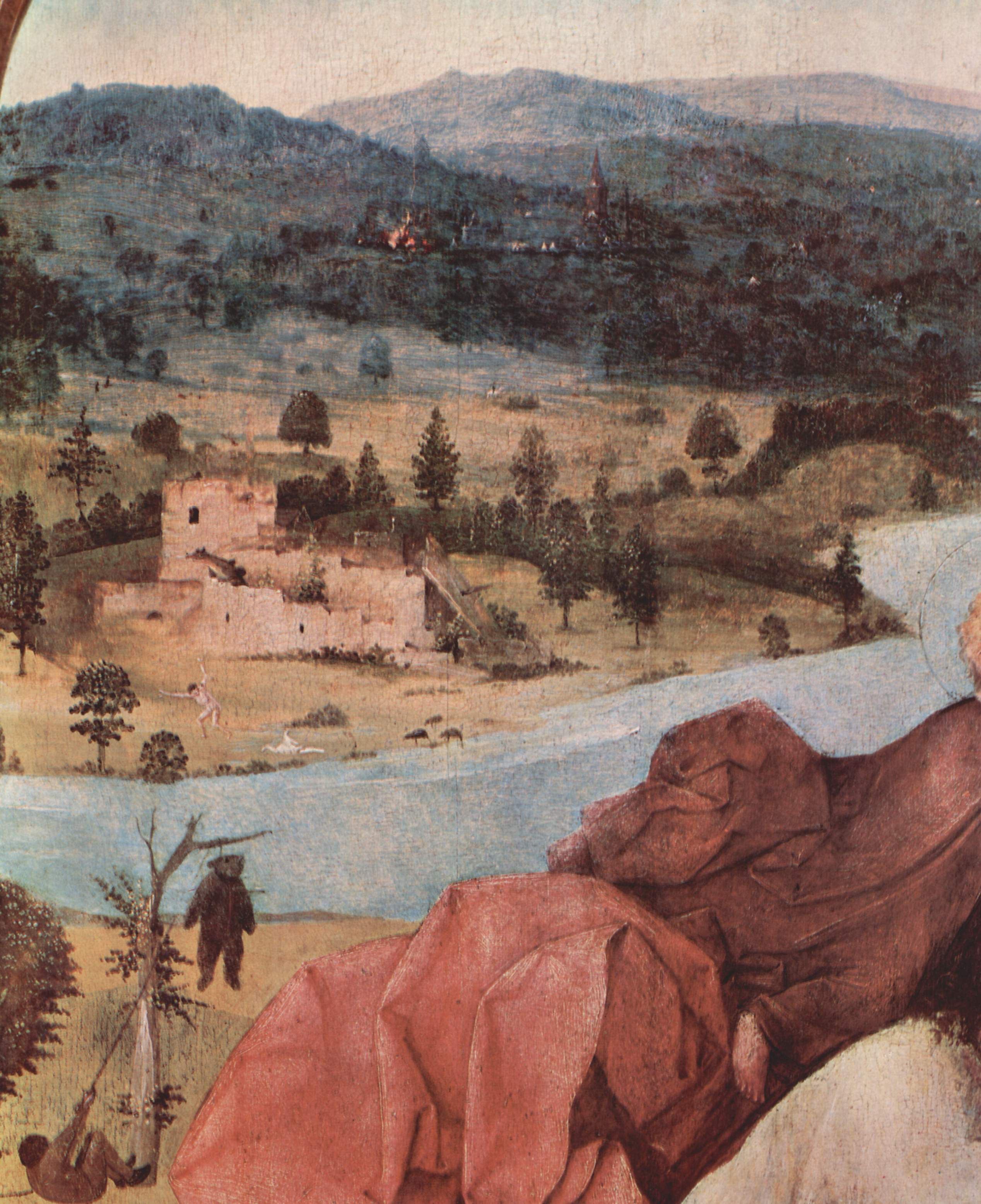
Détails : Un homme hisse un ours; une ville en feu; un dragon surgit de ruines; un homme nu s'enfuit.

Quelques épisodes de la vie du saint peuvent être rapprochés de petites scènes au fond du tableau. La scène où un ours est hissé sur une branche d'arbre peut s'expliquer par les chasses auxquelles Christophe aurait participé quand il était au service du roi. D'autres interprétations ont été avancées : « Bosch voulait simplement souligner le caractère authentique de la légende en plaçant saint Christophe dans un cadre quotidien » (van Puyvelde); d'après Bax, qui s'appuie sur une version allemande de la Vie de saint Christohpe, ce dernier a rencontré des chasseurs et porté au château le gibier abattu, qui comprend un ours. Il hisserait celui-ci à la seule fin de protéger la charogne contre les fauves.
Au fond, on peut voir des ruines d'un château d'où émerge un dragon devant lequel s'enfuit un homme nu. Ce dragon évoquerait son service auprès du diable.
Le peintre déroge à certains égards de la tradition iconographique existante. L'enfant Jésus ne tient par exemple pas de globe dans sa main, mais un crucifix. L'ermite est montré deux fois, une première fois au bord de l'eau, et une deuxième fois dans l'orifice de la cruche géante. Selon la légende, Jésus fait porter le poids du monde sur les épaules de Christophe. Cependant, l'enfant semble flotter au-dessus du futur saint plutôt que d'être assis sur ses épaules. C'est pourquoi le spécialiste parle d'une « charge mentale » plutôt que physique. Aussi, Tolnay interprète divers détails particuliers. Le grand poisson symbolise selon lui la période de jeûne qui suit la conversion du saint. L'apparente faiblesse de Christophe contraste avec ce que de Tolnay appelle « l'ermite hypocrite » ' qui dans sa cruche géante se gave de viande et de miel. Pour d'autres, cités par Marijnissen et Ruyffelaere, l'énorme cruche est au contraire un allusion manifeste à l'« ascétisme érémétique ».
Le moine est en général représenté avec une lanterne pour indiquer que l'évènement se passe la nuit. Ici, la lanterne est restée accrochée à l'arbre. Le bâton, qui s'incurve sous l'effort fait par Christophe, commence à porter les bourgeons annoncés. La cabane du moine se trouve dans l'arbre, et non pas dans une grotte comme c'est fréquemment le cas. Pour ce qui est de l’étrange attirail de l’arbre des ermites, aucune explication sensée n'a encore été proposée.
Au Moyen Âge, saint Christophe est populaire pour sa protection contre la mort subite. Que Bosch ait pu être sollicité pour peindre un saint Christophe n'a, d'après Marijnissen et Ruyffelaere, rien d'étonnant, car dans la thématique de son œuvre, la mort en état de péché occupe une place centrale.

## Littérature
- Jos Koldeweij, Paul Vandenbroeck et Bernard Vermet (trad. Marnix Vincent), Jérôme Bosch : L'œuvre complet, Rotterdam et Gand, NAi Publishers et Ludion, 2001, 207 p. (ISBN 90-5544-351-4 et 90-5544-360-3)

- Roger Van Schoute et Monique Verboomen, Jérôme Bosch, Tournai, La Renaissance du Livre, 2000, 234 p. (ISBN 2-8046-0544-2)

- Charles de Tolnay, Jérôme Bosch, Paris, Robert Laffont, 1984, 451 p. (ISBN 978-2-221-02286-3)

- Roger H. Marijnissen et Peter Ruyffelaere (collaboration) (trad. Marnix Vincent), Jérôme Bosch : Tout l'œuvre peint et dessiné, Anvers et Paris, Fonds Mercator et Albin Michel, 1995, 513 p., p. 402-409